# Янайдзу (Фукусіма)

37°31′34″ пн. ш. 139°43′10″ сх. д. / 37.52611° пн. ш. 139.71944° сх. д.
Яна́йдзу (яп. 柳津町, やないづまち, МФА: [janai̯d͡zu mat͡ɕi̥]) — містечко в Японії, в повіті Каванума префектури Фукусіма. Станом на 1 жовтня 2008 площа містечка становила 176,07 км². Станом на 1 січня 2009 населення містечка становило 3984 осіб.